# نقع حماص (حريب)

تعديل مصدري - تعديل

نقع حماص هي إحدى قرى عزلة ال أبو طهيف بمديرية حريب التابعة لمحافظة مأرب، بلغ تعداد سكانها 202 نسمة حسب تعداد اليمن لعام 2004.